# Cabaleiros (La Coruña)
Cabaleiros o San Xulián de Cabaleiros (llamada oficialmente San Xián de Cabaleiros) es una parroquia española del municipio de Tordoya, en la provincia de La Coruña, Galicia.

## Entidades de población
Entidades de población que forman parte de la parroquia:
- A Revolta
- Areosa (A Areosa)
- Balsa (A Balsa)
- Bedrobe
- Carballadrade
- Casais
- Casaldabad (Casaldabade)
- Castrillón
- Costa (A Costa)
- Oleiros
- Penelas
- Pontepedra (A Pontepedra)
- Salgueiroas
- Seixan (Seixán)
- Soufe
- Tañe
- Vilar (O Vilar)
- Vilarchán

## Demografía
| Gráfica de evolución demográfica de Cabaleiros entre 2000 y 2019 |
|                                                                  |
| Datos según el nomenclátor publicado por el INE.                 |